# Tabaquera (caja)

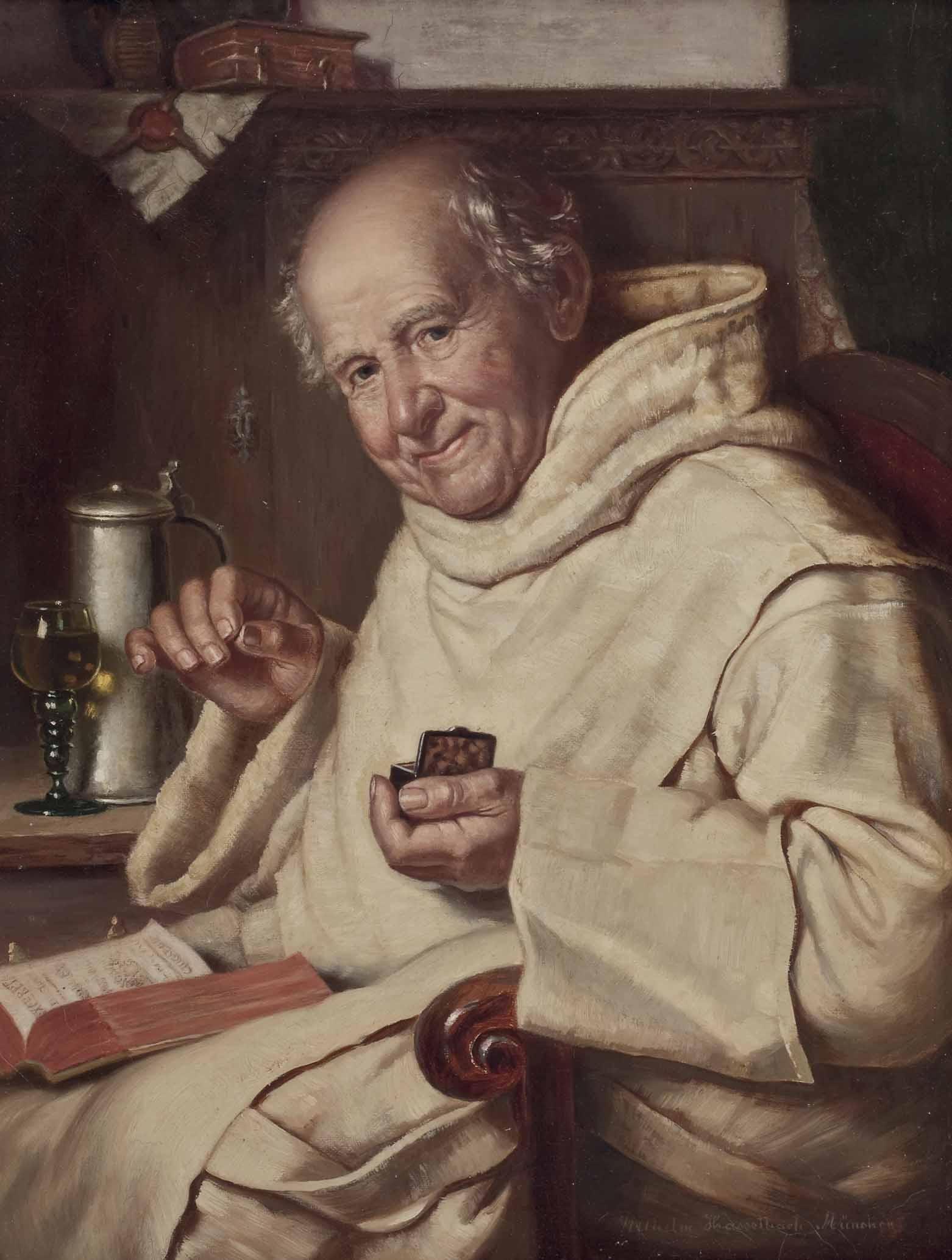
Monje alemán con una tabaquera para rapé,.

Una tabaquera (en francés: tabatière) — cualquier estuche que se utilice para portar el tabaco de liar. Se utiliza para almacenar el tabaco picado para liar o el rapé. Puede ser de un solo o de varios compartimentos para el almacenamiento de tabaco de diferentes variedades.
Las tabaqueras de calidad solían estar hechas de metal, madera, porcelana, cristal, ámbar, o marfil y las populares y baratas a base de otros materiales humildes como el cartón.

## Descripción

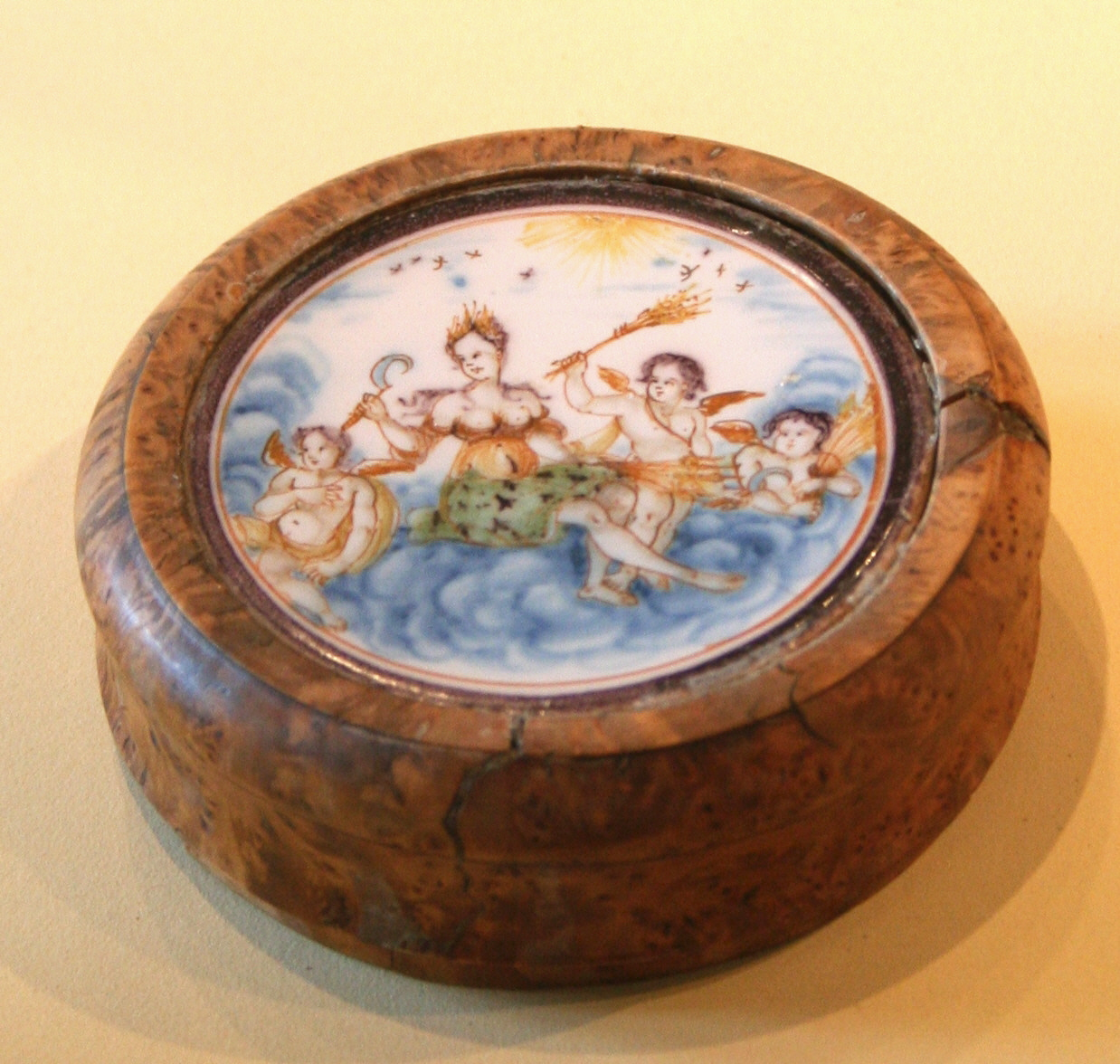
Tabaquera para rapé del siglo XVIII, con la tapa decorada con una imagen de Ceres.

Mayormente hay tabaqueras hechas en dos medidas, unas individuales de bolsillo y otras hechas para su uso colectivo encima de una mesa o estantería. Normalmente se hacían tabaqueras de bolsillo para mantener una pequeña cantidad de tabaco para su consumo inmediato. Las tabaqueras de alta calidad tenían tapas herméticas para asegurar que el aire no penetrara en la caja, a pesar de que las tabaqueras completamente estancas son una rareza. Las tabaqueras de bolsillo podían mantener el suministro para un día o dos. Las tabaqueras de mesa todavía se pueden encontrar en ciertos establecimientos antiguos, a menudo en estilo tradicional "cabeza de carnero"; una tabaquera comunal se conserva en la Cámara de los Comunes en el parlamento británico.
Las personas de todas las clases sociales utilizaron estas tabaqueras cuando el tabaco estaba en su máxima popularidad y los ricos portaban una variedad de tabaqueras de fantasía creadas por artesanos joyeros en trabajos hechos en metal o plateados. Algunas de ellas muy elaboradas y decoradas, ricas en detalles y fabricadas con materiales preciosos o costosos como el oro, la plata y el marfil, a menudo se adornaban con retratos, miniaturas o incrustaciones de piedras preciosas. Algunas hechas con aleaciones que se asemejaban al oro o la plata se desarrollaron en los siglos XVIII y XIX. Las tabaqueras hechas para los consumidores de tabaco más pobres eran más comunes; se fabricaron tabaqueras populares y baratas a base de cartón e incluso de pulpa de patata, que eran duraderas y que mantenían el tabaco en buen estado.
Los monarcas europeos conservaron mucho tiempo la práctica de otorgar preciosas cajas de rapé de oro a los embajadores y otros intermediarios como un honor. Como explicó Talleyrand, el cuerpo diplomático encontró que un pellizco ceremonioso era un recurso útil para reflexionar en una entrevista o audiencia. La cajita de rapé forma parte de la imagen típica de aristócrata dieciochesco.
Las tabaqueras o cajitas de rapé son muy valoradas actualmente en el coleccionismo, siendo las más valoradas las más decoradas y costosas, o cajas que pertenecieron a personajes famosos, como Napoleón o Nelson.

## La tabaquera en el arte

### En la literatura
- la historia de V. F. Odoevsky "Городок в табакерке"
- el libro de John Carr, "La tabaquera del Emperador"
- la historia de Andre Norton "The Toymaker's Snuffbox"[4]
- una colección de cuentos Kurt Vonnegut "Tabaco ", Bagombo"
- en la obra teatral "Dom Juan", de Molière, 1665

### En la música
- Pieza de Piano A. K. Liadov "Tabaquera Musical";
- Pieza de Piano T. P. Nikolaeva[5] "Tabaquera Musical";